# Iglesia greco-católica macedonia

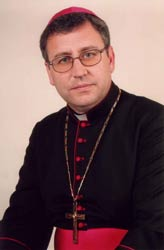
Kiro Stojanov, eparca bizantino y obispo de la diócesis latina de Skopie.

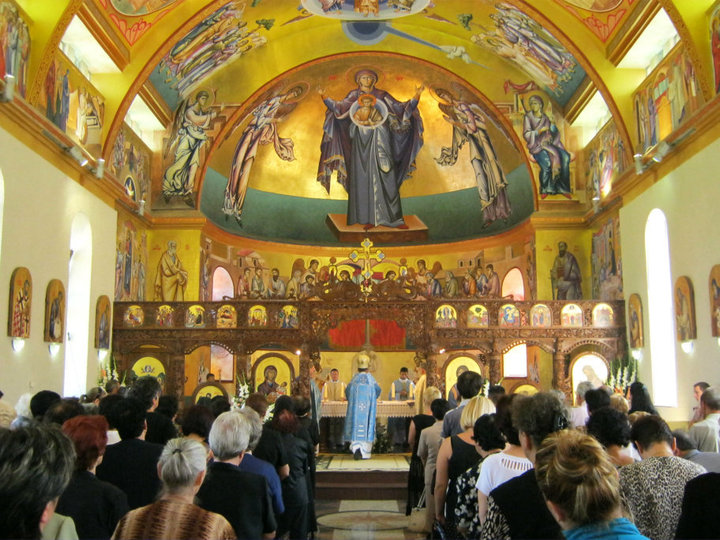
Vista interna de la catedral de la Asunción de la Virgen en Strumica.

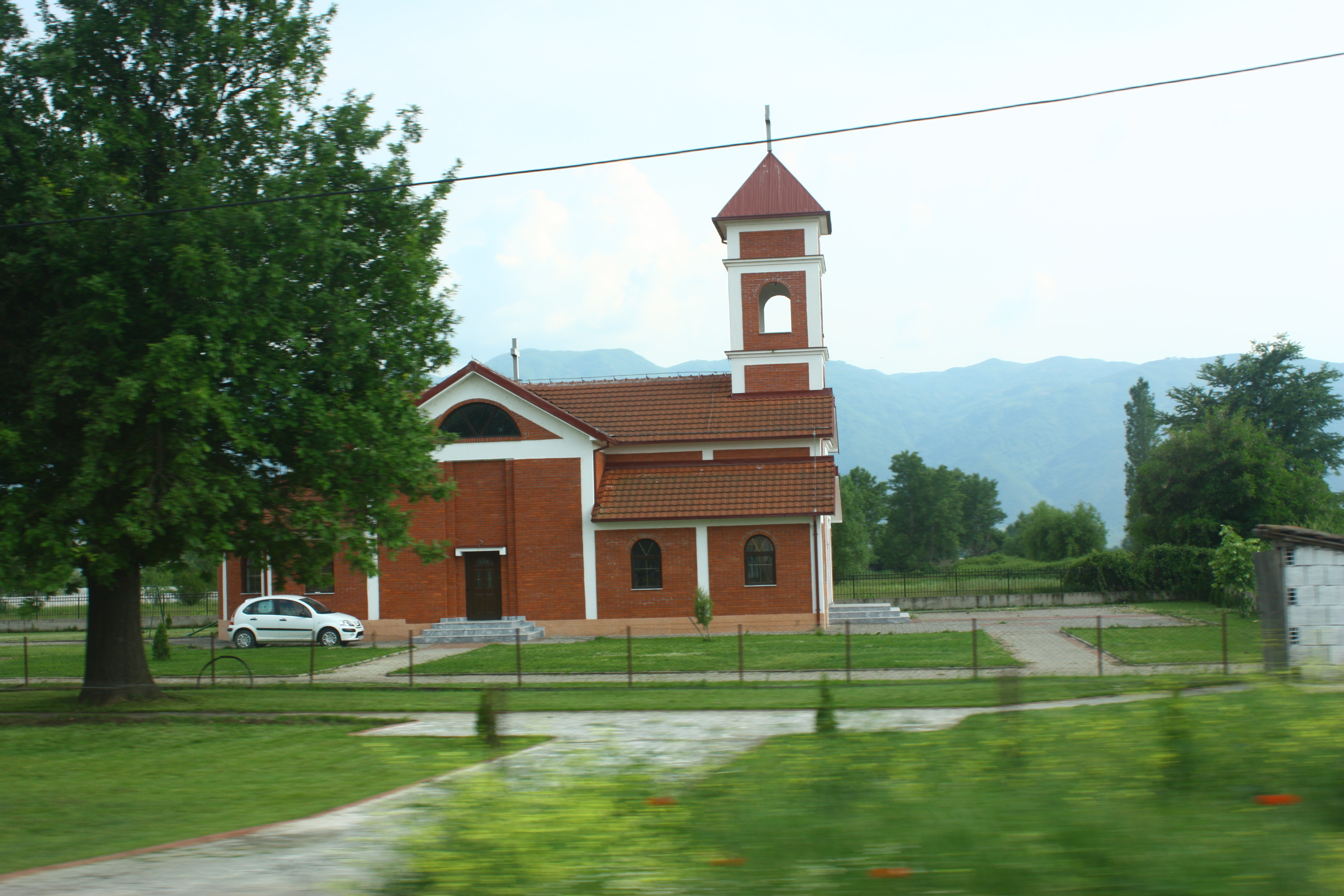
Iglesia de San Nicolás en Sekirnik.

La Iglesia católica bizantina macedonia o Iglesia greco-católica macedonia (en macedonio: Грко-католичка црква во Македонија y en el Anuario Pontificio: Chiesa Macedone) es una de las 24 Iglesias sui iuris integrantes de la Iglesia católica. Es una Iglesia oriental católica que sigue la tradición litúrgica constantinopolitana (o bizantina) en la que utiliza como lenguaje litúrgico el eslavo eclesiástico en alfabeto cirílico y el macedonio. Desde el 31 de mayo de 2018 la Iglesia está organizada como eparquía de la Asunción de la Santísima Virgen María en Strumica-Skopie inmediatamente sujeta a la Santa Sede y bajo supervisión de la Congregación para las Iglesias Orientales. La eparquía abarca todo el territorio de Macedonia del Norte y su sede es la catedral de la Asunción de la Virgen en Strumica, siendo el obispo de la diócesis de Skopie a la vez el eparca que preside esta Iglesia sui iuris.

## Historia
El zar Boris I de Bulgaria adoptó el cristianismo en su forma bizantina, con la liturgia celebrada en idioma eslavónico eclesiástico. Su sucesor Simeón el Grande (893-927) proclamó un patriarcado autónomo búlgaro en 917, quien logró el reconocimiento del patriarca de Constantinopla en 927, manteniéndose el patriarcado hasta la caída del primer imperio búlgaro en 1018. En 1186 el estado búlgaro restableció su independencia, y en 1235 el patriarca de Constantinopla reconoció la independencia de la Iglesia ortodoxa búlgara, pero la conquista otomana de 1393 puso fin al patriarcado, cuyo territorio fue reunido con el de Constantinopla. La Iglesia en la actual Macedonia siguió la suerte de la Iglesia búlgara hasta que los bizantinos conquistaron la región, pasando en 1019 a ser parte del patriarcado de Constantinopla como un arzobispado autónomo con sede en Ohrid. Se mantuvo en esa condición durante el gobierno del Imperio otomano hasta 1767, cuando el sultán abolió su autonomía.
En los siglos siguientes la Iglesia búlgara fue gradualmente helenizada y la lengua griega pasó a utilizarse en la liturgia, siendo los obispos étnicamente griegos. El nacionalismo búlgaro en el siglo XIX se opuso a esa situación. Algunos búlgaros influyentes se aproximaron a la Iglesia católica en 1859-1861, en espera de que la unión con Roma le daría a su Iglesia la libertad que no obtenían de Constantinopla. En 1861 una delegación encabezada por el archimandrita Joseph Sokolsky viajó a Roma a negociar con la Santa Sede. El papa Pío IX aceptó sus requerimientos y ordenó a Sokolsky como arzobispo para los búlgaros católicos bizantinos el 8 de abril de 1861, con sede en Estambul. Al identificarse con el nacionalismo búlgaro, el movimiento prounión con Roma logró inicialmente unos 60 000 adherentes, muchos de los cuales vivían en Macedonia.
Como respuesta a pedidos de Rusia, el sultán otomano decretó el 12 de marzo de 1870 el establecimiento de un exarcado búlgaro independiente del patriarca de Constantinopla (sin la anuencia del patriarca), quedando la actual Macedonia dentro del exarcado ortodoxo. Esto hizo que al menos las tres cuartas partes de los unidos a la Iglesia católica retornara a la ortodoxia al finalizar el siglo. La mayoría de los que permanecieron católicos vivían en villas de Macedonia y Tracia. El 12 de junio de 1883 la Santa Sede creó una nueva organización eclesiástica para ellos, los vicariatos apostólicos de Tesalonica para Macedonia (Vicariatum Apostolicum pro Bulgaris catholicis Macedoniae, con sede en Kilkís), y Adrianopolis para Tracia. El primer vicario apostólico de Macedonia fue el obispo Lazzaro Mladenoff, sucedido por el obispo Epifanio Scianow hasta 1922.
Al finalizar la guerra de los Balcanes (1912-1913) la parte de Macedonia habitada por eslavos fue incorporada al Reino de Serbia y los ortodoxos anexados a la Iglesia ortodoxa serbia. Algunos greco-católicos fueron compelidos por las autoridades serbias y griegas a ingresar en la ortodoxia, como los de la parroquia de Pirava (por los serbios). Luego de la Primera Guerra Mundial el intercambio de población hizo que la mayoría de los búlgaros huyera a la actual Bulgaria. Desde 1913 los católicos bizantinos en la Macedonia serbia quedaron bajo jurisdicción del obispo latino de Skopie. Debido a la nueva situación la Iglesia católica bizantina búlgara fue reorganizada en 1926, suprimiéndose los 3 vicariatos apostólicos existentes.
Luego de crearse el reino de Reino de los Serbios, Croatas y Eslovenos (Yugoslavia desde 1929) todos los católicos de rito bizantino de ese país quedaron desde el 26 de octubre de 1923 bajo jurisdicción de la eparquía de Križevci, con sede en Croacia, incluyendo a los macedonios greco-católicos. La iglesia de Strumica fue fundada en 1924. En abril de 1941 Bulgaria invadió Yugoslavia y anexó la Macedonia yugoslava hasta octubre de 1944. Durante ese tiempo los 3000 greco-católicos de Macedonia quedaron bajo dependencia del exarcado católico bizantino de Bulgaria, retornando después a la eparquía de Križevci. Había entonces 6 parroquias en: Strumica, Radovo, Nova Maala (las 3 mayormente con refugiados de Kilkís, llamados kukush), Gevgelija, Bogdanci y Stoyakovo.
El 1 de septiembre de 1954 el eparca Gabriel Bukatko creó la vicaría de Macedonia, designando vicario al latino Alojz Turk. Un decreto de la Congregación para las Iglesias Orientales del 3 de julio de 1972 designó al obispo de origen ruteno Joakim Herbut de Skopie-Prizren como visitador apostólico para los católicos de rito bizantino en Macedonia con poderes ordinarios. La vicaría tenía entonces 5 parroquias en Bogdanci, Gevgelija-Stoyakovo, Nova Maala, Radovo-Petralinci y Strumica.
El 11 de enero de 2001, después de la disolución de Yugoslavia, el papa Juan Pablo II estableció el exarcado apostólico de Macedonia, nombrando al obispo de Skopie como exarca apostólico. Desde ese momento la Iglesia católica bizantina macedonia comenzó a ser reconocida como una Iglesia sui iuris.

## Exarcado apostólico
Antes de ser elevado a eparquía el exarcado apostólico para los fieles de rito bizantino en Macedonia (en latín: Exarchia Apostolica pro Fidelibus Ritus Byzantini in Macedonia) cubría Macedonia del Norte, con un área de 25 713 km². La catedral de la Asunción de la Santa Virgen María se halla en la ciudad de Strumica, cerca del límite con Bulgaria y con Grecia. De acuerdo al Anuario Pontificio 2016 correspondiente al 31 de diciembre de 2015, el exarcado apostólico de Macedonia del Norte tenía 11 336 fieles, 8 parroquias (en Bogdanci, Gevgelija, Stoyakovo, Nova Maala, Radovo, Petralinci, Strumica y Sekirnik), 15 sacerdotes seculares y uno religioso, 18 religiosas y un religioso, y 6 seminaristas. El exarca apostólico desde el 20 de julio de 2005 fue el macedonio de rito bizantino Kiro Stojanov, quien a su vez preside la diócesis latina de Skopie, estando ambas diócesis unidas in persona episcopi. Los dos exarcas apostólicos que tuvo el exarcado fueron greco-católicos que a su vez presidieron un diócesis latina.

## Eparquía
De acuerdo al Anuario Pontificio 2018 dentro del territorio de Iglesia greco-católica macedonia a fines de 2017 existía la siguiente circunscripción eclesiástica greco-católica macedonia:
| Circunscripción                                                                               | Tipo     | País/países         | Provincia eclesiástica                | Ciudad sede | Fieles bautizados (2017) | Obispos | Parroquias | Sacerdotes seculares | Sacerdotes religiosos | Religiosos | Religiosas | Diáconos permanentes | Seminaristas |
| --------------------------------------------------------------------------------------------- | -------- | ------------------- | ------------------------------------- | ----------- | ------------------------ | ------- | ---------- | -------------------- | --------------------- | ---------- | ---------- | -------------------- | ------------ |
| Asunción de la Santísima Virgen María en Strumica-Skopie (fue exarcado apostólico hasta 2019) | Eparquía | Macedonia del Norte | Inmediatamente sujeta a la Santa Sede | Strumica    | 11 374                   | 1       | 8          | 15                   | 1                     | 1          | 18         | 0                    | 1            |
| TOTAL                                                                                         | -        | -                   | -                                     | -           | 11 374                   | 1       | 8          | 15                   | 1                     | 1          | 18         | 0                    | 7            |

El 31 de mayo de 2018 el papa Francisco constituyó el exarcado apostólico en eparquía de la Asunción de la Santísima Virgen María en Strumica-Skopie designando a Kiro Stojanov como su primer eparca, reteniendo a su vez el cargo de obispo de Skopie.

## Exarcas, eparca y vicarios apostólicos
- Lazzaro Mladenoff (12 de junio de 1883-23 de julio de 1895) vicario apostólico de Macedonia
- Epifanio Scianow (23 de julio de 1895-1922) vicario apostólico de Macedonia
- Joakim Herbut (11 de enero de 2001-15 de abril de 2005) exarca apostólico de Macedonia
- Kiro Stojanov (20 de julio de 2005-31 de mayo de 2018)[8] exarca apostólico de Macedonia
- Kiro Stojanov (31 de mayo de 2018, en el cargo) eparca de Asunción de la Santísima Virgen María en Strumica-Skopie